# 張士第
張士第，山東承宣布政使司濟南府章丘縣（今山東省章丘市）人，明末清初政治人物。

## 生平
萬曆三十七年（1609年），鄉試中舉。天啟五年（1625年），登進士，授長垣縣知縣。后任戶部主事。崇禎十年，擔任池太兵備道，后升任漕儲參政、淮海道副使。入清后，順治元年，任山西布政使司參政，管布政使事。順治二年，改任江南布政使司右參政、江南左布政使。